# كلبية

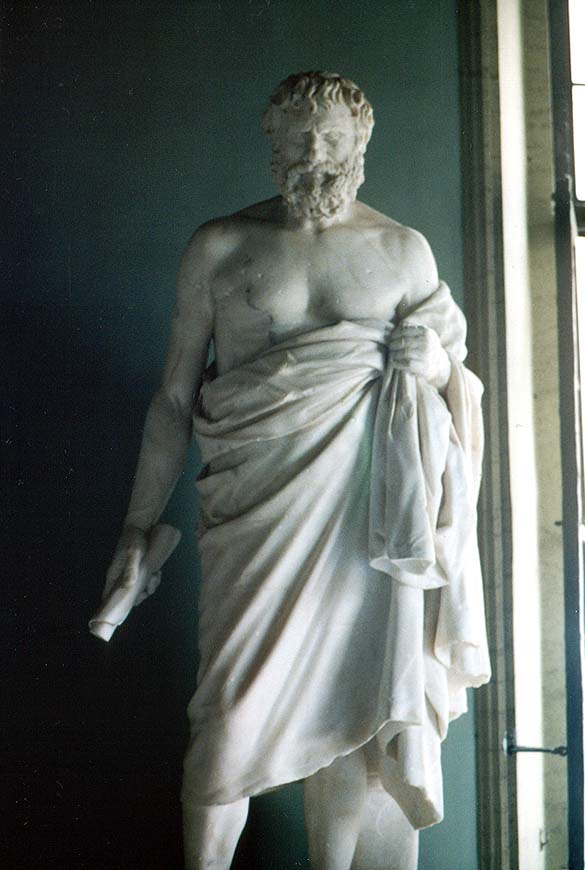
تمثال لفيلسوف كلبي مجهول من متاحف كابيتولين في روما. هذا التمثال نسخة من العصر الروماني لتمثال يوناني سابق من القرن الثالث قبل الميلاد. اللفافة في يده اليمنى هي نسخة مُرممة من القرن الثامن عشر.

الكلبية (بالإنجليزية: Cynicism)‏؛ هي مذهب فلسفي أسسه الفيلسوف أنتيستنيس في القرن الرابع ق.م.، وهو أحد أتباع الفيلسوف اليوناني سقراط. والتشاؤميون أشبه بالكلبيين بعدم الثقة من وجود الخير في الطبيعة البشرية. ومن الذين كان لهم أثر بارز في فلسفة التشاؤم الفيلسوف الألماني شوبنهاور. وكان ديوجين واحدًا من أتباع أنتيستنيس المتحمسين، إذ اتبع الفلسفة الكلبية إلى درجة التطرف. ويقال أنه كان يعيش على أردأ أنواع الخبز، وينام في أحد الأحواض. وقد أنشأ زينون الفلسفة الرواقية، وهو مذهب كلبي ساد في أواخر القرن الرابع وبداية القرن الثالث ق.م. وقد الكلبية مجموع فلسفات اعتقد بها الكلبيون، رفض الكلبيون كافة التقاليد، سواء كانت باسم الدين، الأخلاق، أو كانت تتعلق باللباس، أو اللباقة أو غيرها من القيود الاجتماعية، وأيدوا عوضا عن ذلك السعي وراء أسلوب حياة لامادي وبسيط يهدف إلى الفضيلة. بتعبير آخر، الكلبية هي مذهب يقوم على مجاراة الطبيعة وعدم المبالاة بالعرف.
في القرن التاسع عشر، تغير مفهوم الكلبية ليعني سلبية شديدة، وارتياب عام في نزاهة دوافع الآخرين، خصوصا في القيام بالأعمال الأخلاقية. يمكن أن تتجلى الكلبية في الإحباط، وخيبة الأمل وغياب الثقة تجاه المنظمات، السلطات، ونواحي أخرى من المجتمع.

## منشأ الاسم
وتشير بعض المراجع إلى أن الاسم كلبي نسبة إلى سينوسارغس، وهو اسم لمبنى في أثينا، التقى فيه الكلبيون لأول مرة. وتشير المراجع الأخرى إلى أن الاسم مستمدٌ من الكلمة اليونانية التي تعني كلب. وأنها إشارة إلى السلوك الفظ الذي يتصف به الكلبيون ونباحهم في وجه المجتمع الفاسد ليتخلى عن حماقاته. وفي الحديث العادي لدى الغربيين، يوصف الشخص الذي يسخر من الفكرة القائلة بوجود الخير في الطبيعة البشرية بأنه كلبي.

## تاريخ الكلبية
الكلبيون الكلاسيكيون الإغريق والرومان اعتبروا الفضيلة هي الضرورة الوحيدة لبلوغ السعادة. الكلبيون الكلاسيكيون تبعوا تلك الفلسفة إلى المدى الذي يجعلهم يهملون كل شيء لا يساعدهم في الوصول إلى الكمال في الفضيلة وبلوغ السعادة، لذلك، سموا بالكلبيين، لاشتراكهم مع الكلاب في صفات مثل إهمالهم للمجتمع، والعائلة، والمال، إلخ. لقد ارتؤوا أن يحررو أنفسهم من التقاليد، وأصبحوا مكتفين ذاتيا، ويتصرفون على طبيعتهم بشكل محض. كما رفضوا المعتقدات التقليدية التي تزعم أن السعادة لا بد أن يصاحبها مال، أو نفوذ، أو شهرة، وآمنوا بدلا من ذلك بأن الفضيلة هي ما يجلب السعادة.
رفض الكلبيون القدامى القيم الاجتماعية التقليدية، وانتقدوا سلوكيات مثل، الجشع، الذي قالوا أنه يتسبب في آلام الآخرين. فلسفة الكلبية عند اليونان، أكدت على «الفضيلة والحرية الأخلاقية الضروريتان للتحرر من عبودية الرغبة». في حين أن فلسفة القرنين الثامن عشر والتاسع عشر، غيرت التعريف إلى «السلوك السلبي والازدرائي، وعدم الثقة بنزاهة الدوافع التي يجهر بها الآخرون، خصوصا في ما يتعلق بالأخلاق»

## الفلسفة
الكلبية، هو مذهب فلسفي أسسه في القرن الرابع قبل الميلاد الفيلسوف أنتيستنيس، أحد أتباع الفيلسوف اليوناني سقراط. وكانت نقطة البداية لهذا الفيلسوف هي مذهب معلمه، الذي يرى الفضيلة وليس المتعة ـ الهدف الأساسي للحياة، وأنها تمثل السعادة الحقيقة. ويرى أنتيسثينيز أن الشخص الحكيم هو الذي ينظر باحتقار لكل الرغبات المألوفة في الحياة، ويعيش غير عابئ بالثروة والجاه. وأكّد أن السعادة الدائمة أمر غير ممكن، مادامت للشخص حاجات ورغبات لا يستطيع إشباعها، وهو غير مقيد بأية التزامات، نحو المجتمع أو الدولة أو الأسرة، لأن هذه الأشياء تولِّد رغبات لا يمكن إشباعها.
في القرن التاسع عشر، تغير مفهوم الكلبية ليعني سلبية شديدة، وارتياب عام في نزاهة دوافع الآخرين، خصوصا في القيام يالأعمال الأخلاقية. يمكن أن تتجلى الكلبية في الإحباط، وخيبة الأمل وغياب الثقة تجاه المنظمات، السلطات، ونواحي أخرى من المجتمع.

## الكلبية في العالم الروماني
ثمة القليل فقط من المعلومات الواردة عن الكلبية في القرنين الثاني أو الأول قبل الميلاد؛ إذ لم يكن لدى شيشرون (حوالي 50 قبل الميلاد)، الذي أبدى اهتمامًا قويًا بالفلسفة اليونانية، الكثير ليقوله عن الكلبية باستثناء أنه «يجب تجنبها؛ وذلك لأنها تعارض الحياء، الذي بدونه لا يمكن أن يكون هناك حق ولا شرف». ومع ذلك، بحلول القرن الأول الميلادي، عادت الكلبية إلى الظهور بشكل قوي. ربما أدى صعود الإمبراطورية الرومانية، مثل الخسارة اليونانية للاستقلال في عهد فيليب والإسكندر قبل ثلاثة قرون، إلى الشعور بالعجز والإحباط لدى العديد من الناس، ما سمح للفلسفة التي أكدت على الاكتفاء الذاتي والسعادة الداخلية بالازدهار من جديد. يمكن العثور على أنصار الكلبية في جميع أنحاء الإمبراطورية، فهم يقفون في زوايا الشوارع ويبشرون بالفضيلة. اشتكى لوقيان السميساطي من أن «كل مدينة مليئة بمثل هؤلاء المدعين، لا سيما أولئك الذين يستخدمون أسماء ديوجين وأنتيستينيس وكراتس كرعاة لهم مناصرين لجيش الكلبية»، ولاحظ أيليوس أريستيدس أنهم «يترددون على المداخل ويتحدثون إلى الحراس أكثر مما يتحدثون إلى السادة، فهم يعوضون حالتهم المتواضعة باستخدام أسلوب التهكم». أبرز ممثل للكلبية في القرن الأول الميلادي كان ديمتريوس، الذي أشاد به لوكيوس سينيكا واصفًا إياه بأنه «رجل الحكمة التامة- على الرغم من أنه لم يصف نفسه كذلك- وثابتًا على المبادئ التي أعلنها بما تتضمنه من بلاغة تناسب أقوى الموضوعات». وُصفت الكلبية في روما بأنها أقل اهتمامات الساخر والمثل الأعلى للمفكر معًا. في القرن الثاني الميلادي، بينما كان لوسيان يُدلي بسخريته على الفيلسوف المشين بيريجرينوس بروتيوس، أشاد بمعلمه المؤيد للكلبية، ديموناكس، من خلال حوار.
أصبح يُنظر إلى الكلبية على أنها شكل مثالي من الرواقية، وهي وجهة نظر دفعت إبكتيتوس إلى تأبين الكلبية المثالية في خطاب مطول. وفقًا لإبكتيتوس، يجب أن يعرف مناصر الكلبية المثالي أنه «قد بُعث كرسول من زيوس إلى الناس فيما يتعلق بالأشياء الجيدة والسيئة، وذلك لإظهار أنهم قد تجولوا». لسوء حظ إبكتيتوس، لم يرقى العديد من مناصري الكلبية في ذلك العصر إلى المستوى المثالي: «كذلك الأمر بالنسبة للمناصرين الحاليين الذين يقفون منتظرين فقط، دون أن يقوموا بإظهار أي شكل من أشكال الكلبية القديمة باستثناء إطلاق الرياح».
على عكس الرواقية، التي تراجعت كفلسفة مستقلة بعد القرن الثاني الميلادي، يبدو أن الكلبية قد ازدهرت في القرن الرابع. مثله مثل أبكتيتوس، فقد أشاد الإمبراطور يوليان المرتد (الذي حكم بين عامي 361-363) بالكلبية المثالية واشتكى من الممارسين الفعليين لها. تم ذكر آخر مناصر للكلبية في التاريخ الكلاسيكي والذي يدعى سالوستيوس أوف إيرنيسا في أواخر القرن الخامس. عهد فيلسوف الأفلاطونية الحديثة إيسيدوروس السكندري بنفسه ليعيش حياة الزهد الكلبي.

## الهوامش
1. ↑  Christopher H. Hallett, (2005), The Roman Nude: Heroic Portrait Statuary 200 BC–AD 300, p. 294. Oxford University Press
2. ↑  منير البعلبكي؛ رمزي البعلبكي (2008). المورد الحديث: قاموس إنكليزي عربي (بالعربية والإنجليزية) (ط. 1). بيروت: دار العلم للملايين. ص. 308. ISBN:978-9953-63-541-5. OCLC:405515532. OL:50197876M. QID:Q112315598.
3. ↑  الموسوعة المعرفية الشاملة[وصلة مكسورة]
4. ↑  Lucian, De Morte Peregrini, 3 نسخة محفوظة 2012-05-27 at Archive.is
5. ↑  Lucian, Fugitivi, 16. نسخة محفوظة 2012-09-10 at Archive.is
6. ↑  Lucian, Demonax.
7. ↑  Epictetus, Discourses, 3. 22. 80 نسخة محفوظة 2012-07-14 at Archive.is
8. ↑  Dudley 1937، صفحة 202
9. ↑  Julian, Oration 6: To the Uneducated Cynics; Oration 7: To the Cynic Heracleios.

## قراءات إضافية